# Die Schneider Krankheit
Die Schneider Krankheit (en castellà: El Mal de Schneider; en anglès: The Schneider Disease) és un curtmetratge de ciència-ficció fals documental espanyol del 2008 escrit, dirigit i produït per Javier Chillón, amb breus seqüències animades d'Alicia Manero. La primera pel·lícula de Chillon es va rodar en blanc i negre Super 8, amb una veu en off doblada sobre una altra alemanya. Amb crèdits i la majoria dels altres textos a la pantalla en alemany, el curtmetratge dona la impressió de ser un documental educatiu de l'Alemanya Occidental dels anys 1950 o 1960. El seu tema és l'efecte d'una pesta extraterrestre portada a la Terra per un cosmonauta ximpanzé soviètic després que la seva càpsula s'estavellés prop de la frontera amb Alemanya Oriental el 1958. Finançat íntegrament pel mateix Chillon, el curtmetratge va ser seleccionat per a més de 200 festivals de cinema internacionals i va rebre més de 45 premis dins del els dos primers anys del seu llançament, inclosa un Méliès d'Argent el 2010.

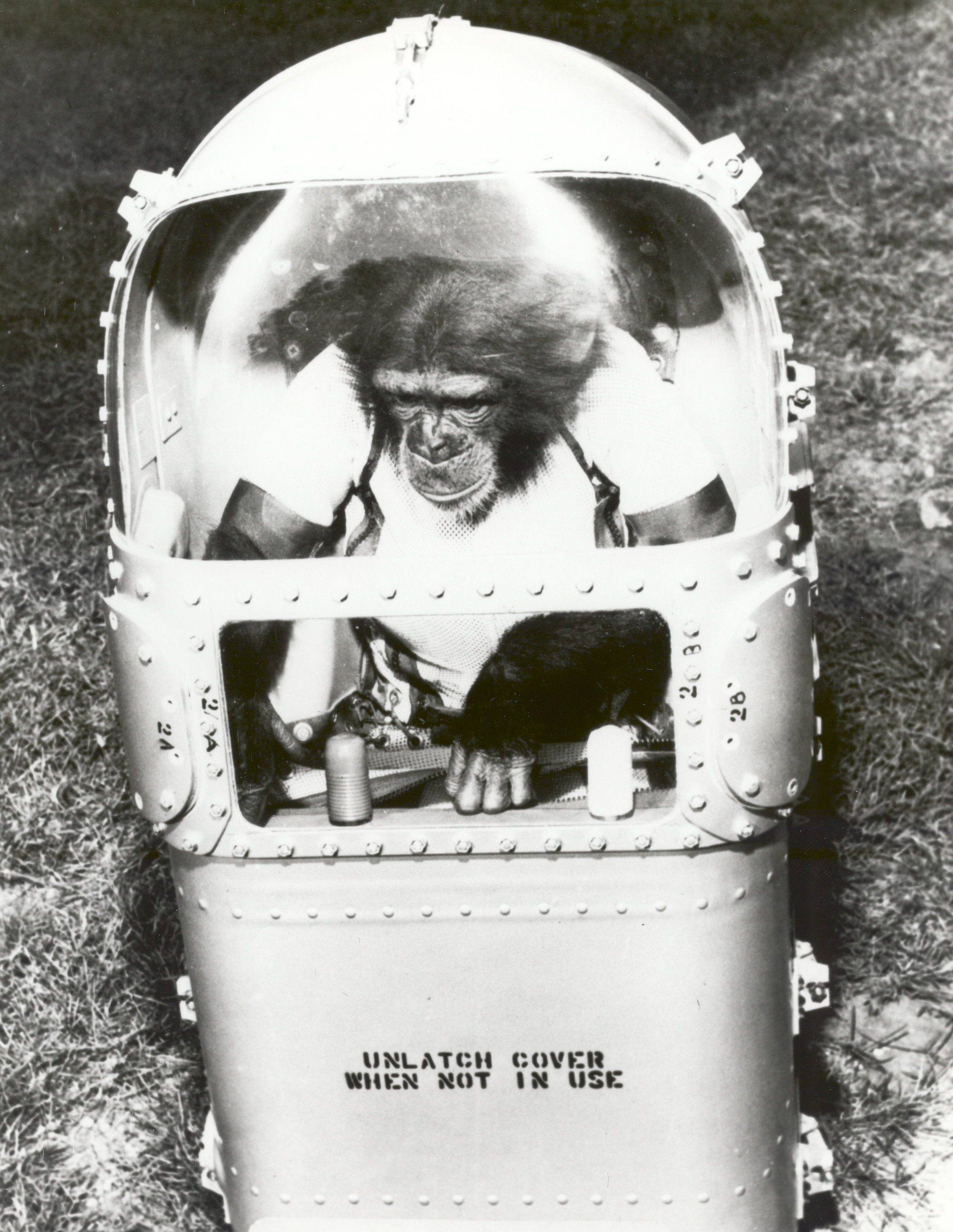
Ham, el primer ximpanzé a l'espai, es mostra en el sistema de suport vital utilitzat per al seu vol de gener de 1961, que finalment va conduir als vols orbitals tripulats de Projecte Mercury de la NASA. A la història alternativa de Die Schneider Krankheit, els soviètics ho van aconseguir tres anys abans, però amb conseqüències imprevistes.

## Argument
El 1958, la història recent es presenta en forma de documental sobre una càpsula espacial soviètica estavellada a prop la frontera amb Alemanya Oriental. Dins de la càpsula hi ha un cosmonauta ximpanzé, pres i sotmès a proves per científics de l'Alemanya Occidental. Poc després del descobriment, els mateixos científics i els seus ajudants es posen malalts. La malaltia s'estén i, al cap d'un mes, els primers infectats comencen a morir.
S'obre una lluita per trobar una cura, que resulta en una criatura híbrida coneguda com a quimera, genèticament modificada d'una tortuga verda, sangonera comuna i llangardaix ocel·lat la finalitat dels quals és realitzar una mena d'hemorràgia al malalt, efectuant una neteja limitada dels sistemes del pacient. El tractament allarga la supervivència uns deu mesos, però tothom, fins i tot els tractats així, han de portar màscares antigàs per evitar noves infeccions, que és l'estat actual al final del documental, en què una família nuclear es mostra a casa, cadascun d'ells amb mascareta i fent una "vida normal".

## Repartiment
Actors
- Jeff Callow
- Joe Durán
- José Antonio Fuentes
- Gonzalo Terreros
- Félix Lalanne
- Patxi Hurtado
- Sergio Chehabi
- Jesús Espinoso
- Alberto Martín
- Javier Chillon Sr

Veu
- Paco Casares (narrador en castellà)
- Franz Leisdon (narrador en alemany)

## Inspiració, temes i anàlisi
La principal inspiració de Javier Chillon va ser el "look hollywoodià dels anys 50 i les pel·lícules educatives d'aquella època, documentals amb un enorme contingut propagandístic". També es va inspirar en l'època de l'època. Noticiaris i ciència-ficció pel·lícules B, com les de Roger Corman, i clàssics europeus com La Jetée de Chris Marker (hi ha un pla com a homenatge) i Metropolis de Fritz Lang.
Die Schneider Krankheit comparteix una sèrie de temes amb el segon curtmetratge de Javier Chillón, Decapoda Shock: criatures monstruoses resultants de mutacions "espacials" o manipulació genètica, derivades principalment. de les pel·lícules B de ciència-ficció de la dècada de 1950, l'"era atòmica".
El fals documental intenta fer que els seus espectadors "creguin el que estan veient" i recrear un període "sense utilitzar cap material d'arxiu". L'acadèmic Paweł Frelik comenta que aquest tipus de "material de reflexió retro gaudeix d'una popularitat important" als curtmetratges de ciència-ficció del segle XXI, citant Die Schneider Krankheit, Reign of Death (2009) de Matthew Savage, i Kometen (2004) de Johan Löfstedt.

## Producció

### Escriptura i desenvolupament
Chillon originalment tenia la intenció de situar la pel·lícula a França, però ràpidament es va adonar que la història havia de passar a Alemanya, que sempre ha estat el país dels "metges bojos" a la cultura popular, i a més, la divisió de l'època de la Guerra Freda va proporcionar un context excel·lent. Hi havia un storyboard, però, com passa amb un documental real, no hi va haver cap desenvolupament de la seqüència pel que fa al moviment dramàtic. actors; algunes seqüències es van inventar sobre la marxa durant la fotografia principal.

### Finançament
Chillon va finançar ell mateix el projecte de dos anys i mig per 9.000 €, obtenint diversos elements de forma gratuïta o econòmica a través de les seves relacions familiars o amics: per exemple, el director d'art de la pel·lícula, el seu cosí, juntament amb un altre amic que és un escenògraf de teatre, van poder aconseguir els llits hospitalaris de manera gratuïta a les empreses de lloguer de Madrid, i tots els decorats es van muntar a l'altell de la casa d'un amic. Bàsicament, el pressupost es va gastar en rotlles de pel·lícula, benzina i menjar.

### Càsting i tripulació
Els aproximadament cinquanta actors no professionals que apareixen a la pel·lícula eren amics, o amics d'amics, o pares d'amics, i el seu propi pare, Javier Chillon, Sr. Tot i així, ells es van repartir amb cura: sobretot espanyols, havien de semblar alemanys dels anys 50, per moure's i actuar com la gent dels antics documentals, només fent la seva feina, sovint aliens a la càmera. Chillon era obsessionat amb aquest aspecte. L'únic actor professional de la pel·lícula és Paco Casares, el narrador. Chillon va veure l'actor d'escena en una obra de teatre. i es va dir a si mateix: aquesta és la veu; era fàcil de dirigir, i la totalitat del seu text parlat es va gravar en una tarda.
La major part de la petita tripulació de Chillon estava formada per membres de la seva família o amics: el seu pare (pintor i escultor) treballava al costat de la seva mare en efectes especials; el seu director de fotografia Luis Fuentes és un amic íntim, mentre que el maquillatge el va fer un amic que és maquillador i perruquer professional.

### Disseny
Per Chillon era important parar atenció als detalls més petits i crear l'ambient adequat; els elements individuals (armari, decorats, actors, etc.) només funcionarien quan es presentessin a través dels valors de producció correctes. L’habitació d'hospital, es va haver de construir. Malgrat l'objectiu de realisme, segueix sent una pel·lícula de ciència-ficció i no es podria fer sense efectes especials, "tot i així hem intentat no utilitzar infogràfics sempre que fos possible".
| « | El criteri era clar: utilitzar les mateixes tècniques emprades pels cineastes de l'època. Models, efectes de maquillatge, animacions d'imatges fetes prèviament i efectes de superposició són algunes de les tècniques que van ajudar a establir Die Schneider Krankheit en un estil i període molt específics. | » |

### Rodatge
La pel·lícula es va rodar a Madrid, en blanc i negre Super 8, amb una relació d'aspecte de 4:3, tant per motius pressupostaris com per motius estètics. Chillon havia treballat amb 16mm i Super 16 com a estudiant a Solent University, Southampton, però eren massa cares; ell i Fuentes van començar a investigar el Super 8, preguntant-se per què ja no s'utilitzava professionalment, i van descobrir que amics de la Universitat de Solent hi havien treballat, i els van prestar una càmera Sankyo 320XL, que pensaven que semblava una "joguina" quan la van veure per primera vegada; Chillon va dir en broma que és la pitjor càmera del món, però ell i Fuentes no la canviarien un cop veiessin què podia fer.

#### Fotografia principal
El rodatge va començar amb les parts més "delicades" del curtmetratge, aquelles amb els decorats més grans, ni el director ni el director de fotografia sabien quin seria el resultat sense haver fet proves, també gravant en ProHD, per si tot se n’ "anava a l'infern", i tenir una còpia de seguretat del vídeo. La majoria de les seqüències es van rodar amb un trípode, però en un esforç per simular un documental més antic, també van incloure unes quantes preses a mà, en les que Fuentes va utilitzar una pel·lícula Tri-X o Plus-X depenent de la quantitat de llum per a cada presa. Van utilitzar pel·lícules d'alt contrast i gra fotogràfic, que són distintius del gènere, juntament amb l'exposició automàtica i "vels" deliberats per reforçar l'estil documental:
| « | El veritable repte és aconseguir l'equilibri entre el realisme de plans llargs. amb poca edició i un aspecte més cinematogràfic: angles de càmera distintius i preses de càmera a mà. Un delicat equilibri que guiarà l'audiència durant el viatge pel món amenaçat de Die Schneider Krankheit. | » |

 Com que la majoria del repartiment no eren actors professionals, noes van desanimar per l'aspecte de la càmera Sankyo, fins que va començar el rodatge: fa molt de soroll, i això va fer que alguns dels actors es sorprenguessin i no es moguessin.

#### Animació
La major part de l'animació es va fer en impressions de pòsters a Super 8; la panoràmica o inclinació de la càmera és real. La imatge del cos humà és un paper físic posat en un cavallet i enrotllat. Chillon i el seu pare van construir un model de 50 cm de la càpsula espacial d'aterratge amb porositat i cartró, filmat i després integrat al camp.

### Edició
La pel·lícula de deu minuts es va editar a partir de seixanta minuts de metratge. El resultat és una pel·lícula semblant al format dels documentals educatius dels anys 50 com el que es podria trobar als Arxius Prelinger.

### So i música
Un altre element de realisme de la pel·lícula és la superposició de les veus en alemany i castellà, tal com explicava Chillon: "Aquells documentals només tenien una banda sonora, per això, quan es doblaven, s'havia de mantenir la banda sonora original i la traducció. La narració s'havia de sobreposar." Les dues veus s'escolten a la banda sonora, "amb un to clàssic distintiu de les pel·lícules de ciència-ficció dels anys 50 amb melodies i efectes característics d'aquella època." "
Cirilo Fernández és un argentí que va estudiar música al Berklee i va conèixer Chillon a través d'uns amics. Chillon li va demanar que produís una banda sonora orquestral de pel·lícula B dels anys 50 amb un theremin, cosa que va fer en una setmana, "sense instruments reals".

## Estrena
Die Schneider Krankheit es va estrenar al XLI Festival Internacional de Cinema Fantàstic de Catalunya el 2 d'octubre de 2008. Normalment no hi ha categoria Súper 8 als festivals de cinema, per la qual cosa se sol projectar. entre les entrades de vídeo en lloc de 35 o 16 mm. Durant els dos primers anys de la seva estrena, el curtmetratge va ser seleccionat per a més de 200 festivals de cinema internacionals i va rebre més de quaranta-cinc premis. El 2016, hi va haver una projecció especial del curt amb el tercer curtmetratge de Chillon, They Will All Die in Space al Festival Internacional de Cinema de Skepto.

### Mitjans domèstics
Die Schneider Krankheit i la segona pel·lícula del director, Decapoda Shock, apareixen com a material addicional en un DVD amb subtítols en espanyol del llargmetratge de Daniel Cockburn del 2010 You Are Here.

### Plataforma en línia
La pel·lícula està disponible íntegrament a Vimeo.

## Recepció

### Resposta crítica

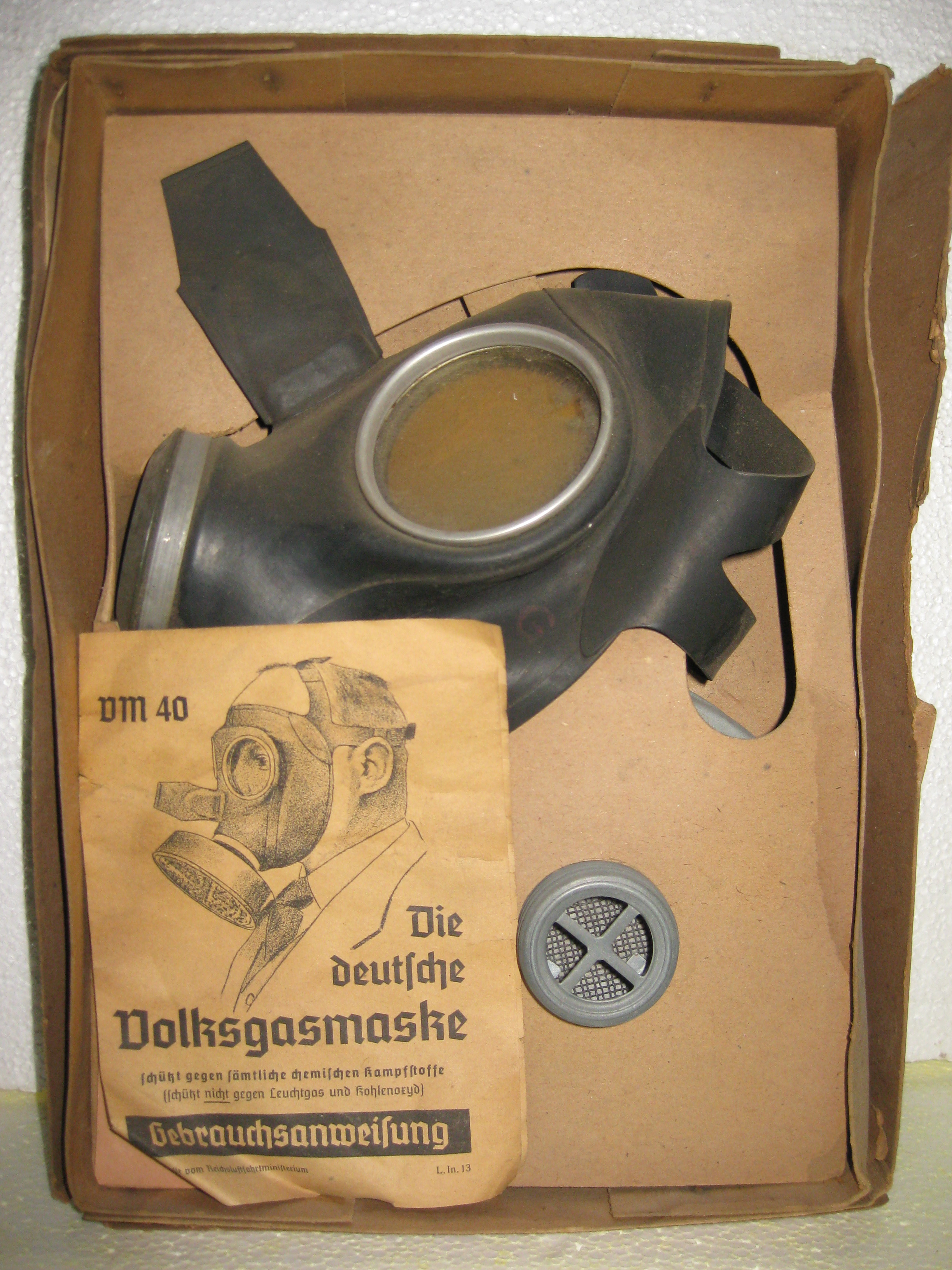
Les escenes finals de Die Schneider Krankheit mostren a membres d'una família tots portant màscares antigàs alemanyes de l'època de la Segona Guerra Mundial, evocant el seu ús per part dels civils durant la guerra.

Els crítics van quedar impressionats pel realisme de Die Schneider Krankheit, que "recrea minuciosament una història alternativa a través d'una estètica perfectament autèntica." Els editors a Sin Final en el Guion suggereixen que és probablement una de les millors primeres pel·lícules de qualsevol director. El realisme assolit és d'un grau tan alt que va ser rebutjat per alguns festivals perquè els seleccionadors creien que s'havien utilitzat imatges d'arxiu. Com com a resultat, es van col·locar exempcions de responsabilitat al principi de la pel·lícula per "fer saber a l'espectador que les imatges són originals i no extretes de documentals reals". La seqüència inicial i els crèdits finals, juntament amb la banda sonora dual espanyol-alemanya, sembla haver estat prou convincent com per fer creure a alguns espectadors que la pel·lícula és realment d'origen alemany (i en un cas, rus). Fins i tot va guanyar un premi al Millor Documental al Festival Internacional de Cinema de Saix.
Un cop esclarit el malentès inicial sobre les imatges d'arxiu, el curt es va entendre molt ràpidament i va rebre "elogis al circuit dels festivals". Virginie Sélavie qualifica el curt "inventiu, intel·ligent", i "fantàstic": the "l'estil del noticiari dels anys 50 es reprodueix perfectament, mentre que el to raonable del periodista contrasta de manera brillant amb els estranys esdeveniments representats." Christopher Webster anomena el curt una "mescla perfecta de notícies, efectes visuals i narració creativa".

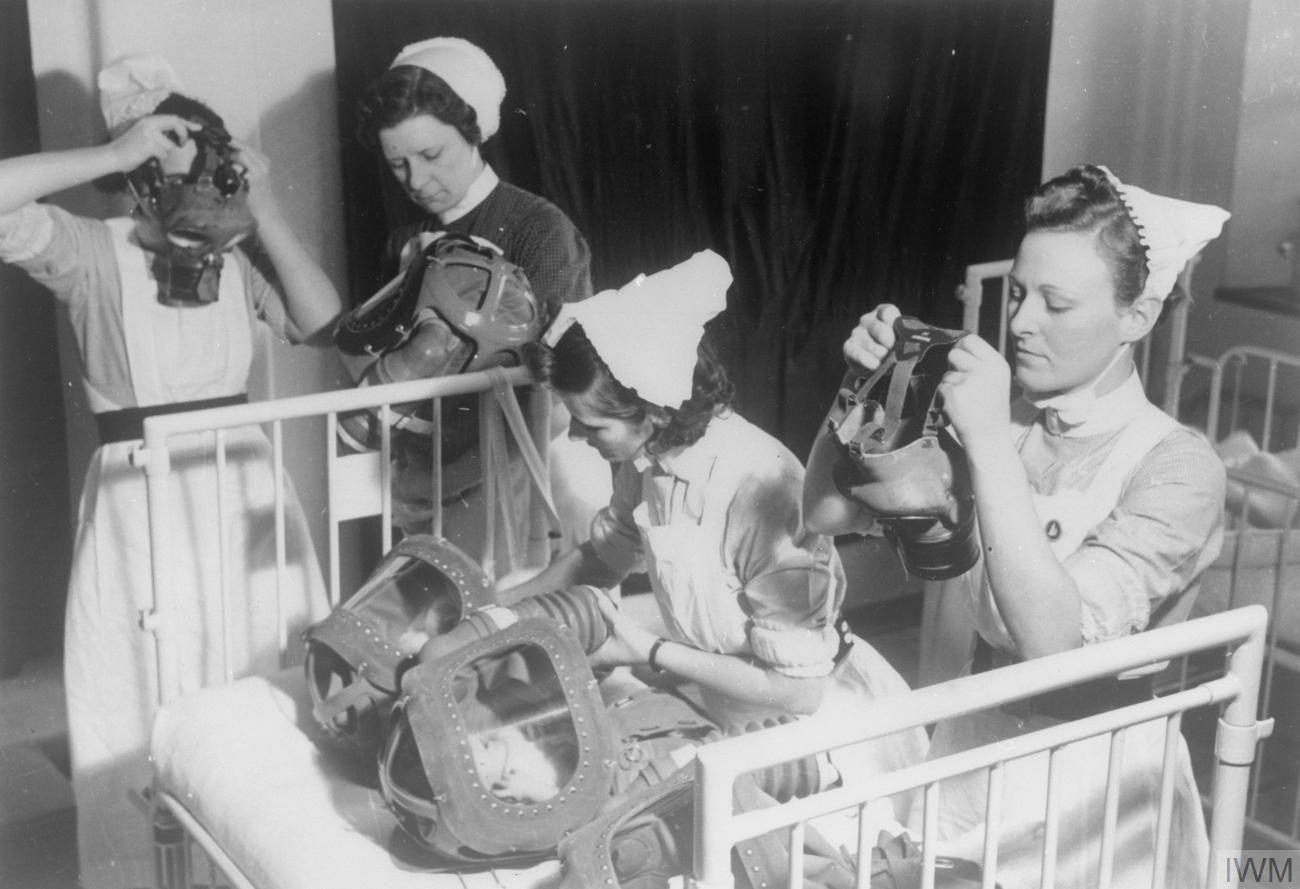
Fotografia: "Prova de gas en un hospital de Londres- Es posen a prova les màscares de gas per a nadons, Anglaterra, 1940"

 Artie Knapp va quedar impressionat des de les primeres fotografies, "amb la càmera inclinada cap avall entre els arbres per mostrar-nos el lloc de l'accident a llarga distància... una interpretació gairebé perfecta de l'antic estil documental fins a com es mourà la càmera".
| « | Això és ciència-ficció que és un retrat mortalment precís de la qualitat calmada, governamental, pesada però urgent, acuradament emmarcada i plena d'importació que es troba en un document filmat de mitjans de segle. L'humor és astut i va augmentant el seu efecte a poc a poc. També és una mica aterridor. | » |

En revisar la pel·lícula al Flatpack Festival, Alex King l'anomena un dels moments més destacats del l'esdeveniment, però el va trobar més que "una mica aterridor": "capta perfectament la sensació fosca i maldestra dels noticiaris antics, però cada pla es crea a través de metratge original".
| « | L'escena on una família nuclear innocent dels anys 50 s'asseu al voltant de la televisió. tots amb sinistres màscares de gas de la Segona Guerra Mundial mentre el narrador explica com ha continuat la "vida familiar normal" malgrat que l'epidèmia és una de les coses més esgarrifoses que he vist mai en cinema. | » |

Els efectes especials també van ser prou bons com per posar la pell de gallina a un crític francès, que també va suggerir que el curt podria haver fet un bon segment de la història a The Twilight Zone. Un crític d'Ain't It Cool News va qualificar la pel·lícula "sens dubte, una de les més estranyes... i el millor: fragments de pel·lícules que m'he trobat aquest any", aconsellant: "No intenteu entendre, només gaudiu." Un revisor canadenc al FanTasia s'esperava que un documental curt "hauria de ser horrible, però aquesta joia de 10 minuts filmada amb un material Tri-X de 8 mm és genial."
Tim Hall, del Seattle Post-Intelligencer, atorga al curt una nota de "C", trobant-lo "una mica agradable encara que "una mica estrany"; "no estava segur d'on anaven anant". amb aquesta pel·lícula".

### Elogis
Al final de la seva projecció l'octubre de 2011, Die Schneider Krankheit s'havia projectat en 255 festivals i va guanyar almenys cinquanta premis o mencions especials.

#### 2008
Premis
- 18è Fancine • Millor curtmetratge espanyol[28]
- 38è Festival de Cinema d'Alcalá de Henares (Alcalá de Henares) • Millor direcció artística (Ángel Boyado i Nino Morante)[29]
- 15è CineMad - Cine Independiente y de Culto (Madrid) • Millor curtmetratge de ciència-ficció[30]
- 10è Certamen Internacional de Cortos Ciudad de Soria (Soria) • Millor direcció artística (€1000)[31]
- 12a Muestra de Cine Independiente y Fantástico (Toledo) • Millor curtmetratge[28][30]

Menció especial
- 8è Trieste Science+Fiction Festival[30]

#### 2009
Premis
- 15è Concurso de Cortos de Leioa Bizkaia (Leioa) • Segon millor curtmetratge
- 6è VisualSound (Barcelona) • Millor curtmetratge[28][30]
- 21è U.S. Super 8 Film and Digital Video (Rutgers University) • Millor curtmetratge experimental[28][30]
- 27th Uruguay International (Montevideo) • Millor curtmetratge internacional[28]
- 15è Trofeu Torretes "especial Mar" (Calella) • Millor curtmetratge amateur d'argumentació/ficció[32]
- 3r Mockfest (Hollywood) • Premi Zelig (per a la innovació en la realització de falsos documentals)
- 10è Torrelavega (Torrelavega) • Millor curtmetratge – Secció vídeo[4]
- 5è Trayecto Corto (Velilla de San Antonio) • Millor direcció artística
- 7th Caostica, (Bilbao) • Millor curtmetratge - Secció vídeo
- 13a Primavera Cinematográfica de Lorca (Múrcia) • Segon millor curtmetratge[33]
- 5è Portello River (Padua) • Millor curtmetratge
- 4t Festival Internacional de Cinena de Saix (Saix) • Millor curtmetratge documental[17]
- 5è Cine Paradiso (Barrax) • Millor curtmetratge
- 14è Certamen de Creación Audiovisual (Cabra) • Millor curtmetratge (€2700)[34]
- 2n FicBueu (Bueu) • Millor direcció artística (Ángel Boyano & Nino Morante) • Millor vestuari i maquillatge (Isabel Avernheimer & Mayte González) • Millor disseny de vestuaari (Ariadna Paniagua)[35]
- 3r Octubre de Por Barcelona Horror • Millor curtmetratge[36]
- 15è L'Étrange Festival (París) • Millor curtmetratge[37]
- 10è Buenos Aires Rojo Sangre • Millor curtmetratge[38]
- 6è Certamen de Documental e Vídeo Secuenciacero • Millor curtmetratge[39]
- 1r Pasado y Futuro (Almendralejo) • Segon millor curtmetratge[40]
- 10è Festival de Cortometrajes Sonorama (Sonorama) • Premi del Jurat, Millor curtmetratge[41][42]
- 3r CryptShow (Barcelona - Art Direction)[43]

Mencions especials
- 3r Cambridge International Super 8 Festival (Cambridge)[44]
- 5è Cortomenar Festival Nacional de Cortometrajes (Colmenar Viejo) Jury[45]

#### 2010
Premis
- Méliès d'Argent, presentat al 20è Espoo Ciné[46]
- 3r Escorto Festival (El Escorial) • Millor direcció artística • Millor Muntatge • Millor Banda Sonora • Millor Maquillatge i Perruqueria • Millor Vestuari[47]
- 4t Short Shorts (Ciutat de Mèxic) • Millor fotografia
- 10è Certamen de Creación Joven Valencia Crea (Valencia) • Millor curtmetratge espanyol
- 10è Vídeo Jove (Alella) • (Professionals) Quart millor curtmetratge[48]
- 6è Festival Internacional de Cine Corto de Tapiales (Tapiales) • Millor curtmetratge estranger
- 3r Festerror (Cine de Terror y Fantástico, Lloret de Mar) • Millor curtmetratge[49]
- 8è FIKE - Évora International (Évora) • Premi Organització
- 12è FEC (European Short), Competició internacional (Cambrils) • Segon millor curtmetratge[50]
- 7è MIDEC (Universitat de La Laguna) • Millor fotografia[51]
- 10è Festival de Cine de Lanzarote (Lanzarote) • Millor curtmetratge espanyol[52]

Mencions especials
- 6è Lago Film Fest (Lago (Calàbria) - Sui Generis Section)[53]
- 8è International Super 8mm Festival (Szeged)

#### 2011
Premi
- 1r Bio-Fiction Science Art (Viena) • Premi especial del jurat[54]